# 오트마른주의 캉통
프랑스 오트마른주에는 총 17개의 캉통이 속해 있다. 2015년 3월 행정구역 총개편으로 인해 현재는 다음과 같이 설치되어 있다.
- 볼로뉴
- 부르본레뱅
- 샬랭드레
- 샤토빌렝
- 쇼몽 1
- 쇼몽 2
- 쇼몽 3
- 외르빌비앙빌
- 주앙빌
- 랑그르
- 노장
- 푸아송
- 생디지에 1
- 생디지에 2
- 생디지에 3
- 빌귀지앙르라크
- 와시